# Copa do Nordeste de Futebol de 2019
A Copa do Nordeste de 2019 foi a 16.ª edição da competição de futebol realizada no Nordeste brasileiro, organizada pela Liga do Nordeste em parceria com a CBF.
Nesta quinta edição seguida, o regulamento sofreu modificações consideráveis. Os nove estados da região terão representantes no torneio, porém a seleção dos participantes será diferente. O torneio terá a participação de 20 equipes, sendo 12 classificadas diretamente para uma fase de grupos, e 8 classificadas para uma fase preliminar em mata-mata, que dará 4 vagas na fase de grupos. As equipes classificadas diretamente à fase de grupos serão os 9 campeões estaduais em 2018, juntamente com as equipes oriundas dos estados da Bahia, Ceará e Pernambuco mais bem posicionados no Ranking Nacional dos Clubes 2018, excluídos os campeões estaduais nos respectivos estados. As equipes classificadas à fase preliminar serão os segundos colocados no Ranking Nacional dos Clubes oriundos da Bahia e de Pernambuco (dois estados melhor ranqueados), além dos primeiros colocados dos demais estados da região (exceto o Ceará), excluídos da contagem os campeões estaduais em cada estado. O vencedor ingressará diretamente nas oitavas de final da Copa do Brasil de 2020. Além disso, a fase de grupos também mudou em relação aos anos anteriores, com os 16 participantes sendo divididos em dois grupos, e cada equipe enfrentando apenas os adversários do outro grupo, em turno único.

## Transmissão
O canal Esporte Interativo transmitiria nacionalmente todos os jogos do torneio, nas parabólicas, nas operadoras de TV paga (assinatura), além de mais dois canais alternativos (Esporte Interativo e Esporte Interativo 2) e transmissões pela internet através do site e aplicativo do canal (EI Plus), porém, com o anúncio da descontinuação dos canais da EI pela Turner, a transmissão local foi feita pelas emissoras afiliadas do SBT no Nordeste em TV aberta. Na TV fechada, a Liga do Nordeste acertou com o Fox Sports, garantindo assim a exibição nacional do torneio até 2021.

## Ranking das Federações
| Pos. | Pos. | Federações          | Pontos | Vagas  | Vagas    |
| Pos. | Pos. | Federações          | Pontos | Grupos | Pré-Copa |
| ---- | ---- | ------------------- | ------ | ------ | -------- |
| 1    | 7    | Pernambuco          | 23.896 | 2      | 1        |
| 2    | 9    | Bahia               | 17.426 | 2      | 1        |
| 3    | 10   | Ceará               | 11.947 | 2      | 0        |
| 4    | 12   | Alagoas             | 10.207 | 1      | 1        |
| 5    | 13   | Rio Grande do Norte | 9.865  | 1      | 1        |
| 6    | 15   | Maranhão            | 6.132  | 1      | 1        |
| 7    | 16   | Paraíba             | 5.097  | 1      | 1        |
| 8    | 17   | Sergipe             | 3.599  | 1      | 1        |
| 9    | 18   | Piauí               | 2.875  | 1      | 1        |

## Clubes participantes

### Classificados para a Pré-Copa do Nordeste
O clube melhor colocado no Ranking da CBF 2018 dos estados de Alagoas, Maranhão, Paraíba, Piauí, Rio Grande do Norte e Sergipe garante vaga na seletiva da Copa do Nordeste. No entanto, se o melhor ranqueado desses estados for o campeão estadual, a vaga na seletiva passará ao segundo melhor colocado. 
Os estados de Bahia e de Pernambuco, por serem as duas federações melhor ranqueadas no Ranking de Federações, possuem direito a uma vaga a mais na fase de grupos, destinada ao melhor ranqueado de cada um desses estados, sendo ao segundo melhor ranqueado, excluído o campeão estadual, assegurada uma vaga no Pré-Nordestão (Juazeirense e Salgueiro, respectivamente). 
Ao final da Pré-Copa os vencedores dos quatro confrontos estarão automaticamente classificados para Fase de Grupos.
| UF                  | Equipe           | Cidade         | Forma de Classificação | Estádio            | Capacidade | Títulos        |
| ------------------- | ---------------- | -------------- | ---------------------- | ------------------ | ---------- | -------------- |
| Alagoas             | CRB              | Maceió         | Ranking da CBF (36º)   | Rei Pelé           | 17 126     | 0 (não possui) |
| Bahia               | Juazeirense      | Juazeiro       | Ranking da CBF (82º)   | Adauto Morais      | 8 000      | 0 (não possui) |
| Maranhão            | Sampaio Corrêa   | São Luís       | Ranking da CBF (39º)   | Castelão           | 40 129     | 1 (2018)       |
| Pernambuco          | Salgueiro[a]     | Salgueiro      | Ranking da CBF (51º)   | Cornélio de Barros | 12 070     | 0 (não possui) |
| Piauí               | River-PI         | Teresina       | Ranking da CBF (60º)   | Albertão           | 52 216     | 0 (não possui) |
| Paraíba             | Campinense       | Campina Grande | Ranking da CBF (70º)   | Amigão             | 25 770     | 1 (2013)       |
| Rio Grande do Norte | América de Natal | Natal          | Ranking da CBF (43º)   | Arena das Dunas    | 31 375     | 1 (1998)       |
| Sergipe             | Confiança        | Aracaju        | Ranking da CBF (54º)   | Arena Batistão     | 15 575     | 0 (não possui) |

### Classificados para a fase de grupos
Participam os campeões estaduais do ano anterior e os melhores colocados no Ranking da CBF 2018 oriundos da Bahia, Pernambuco e Ceará.
| UF                  | Equipe        | Cidade      | Forma de Classificação   | Estádio          | Capacidade | Títulos                    |
| ------------------- | ------------- | ----------- | ------------------------ | ---------------- | ---------- | -------------------------- |
| Alagoas             | CSA           | Maceió      | Campeão do Estadual 2018 | Rei Pelé         | 17 126     | 0 (não possui)             |
| Bahia               | Bahia         | Salvador    | Campeão do Estadual 2018 | Arena Fonte Nova | 50 025     | 3 (2001, 2002, 2017)       |
| Bahia               | Vitória       | Salvador    | Ranking da CBF (18º)     | Barradão         | 35 000     | 4 (1997, 1999, 2003, 2010) |
| Ceará               | Ceará         | Fortaleza   | Campeão do Estadual 2018 | Arena Castelão   | 63 903     | 1 (2015)                   |
| Ceará               | Fortaleza     | Fortaleza   | Ranking da CBF (42º)     | Arena Castelão   | 63 903     | 0 (não possui)             |
| Maranhão            | Moto Club     | São Luís    | Campeão do Estadual 2018 | Castelão         | 40 129     | 0 (não possui)             |
| Paraíba             | Botafogo-PB   | João Pessoa | Campeão do Estadual 2018 | Almeidão         | 19 000     | 0 (não possui)             |
| Pernambuco          | Náutico       | Recife      | Campeão do Estadual 2018 | Aflitos          | 22 856     | 0 (não possui)             |
| Pernambuco          | Santa Cruz[a] | Recife      | Ranking da CBF (25º)     | Arruda           | 60 044     | 1 (2016)                   |
| Piauí               | Altos         | Altos       | Campeão do Estadual 2018 | Albertão         | 52 216     | 0 (não possui)             |
| Rio Grande do Norte | ABC           | Natal       | Campeão do Estadual 2018 | Frasqueirão      | 15 082     | 0 (não possui)             |
| Sergipe             | Sergipe       | Aracaju     | Campeão do Estadual 2018 | Arena Batistão   | 15 575     | 0 (não possui)             |

- a. ^  Em Pernambuco, a equipe mais bem colocada no Ranking 2018 da CBF foi Sport (15º), mas o clube se recusou a participar da Copa do Nordeste, repetindo a atitude do ano anterior. Na fase de grupos, o Sport foi substituído pelo segundo colocado do estado no ranking da CBF, o Santa Cruz (25º). Na pré-Copa do Nordeste, o Salgueiro (51º) herdou a vaga do Santa Cruz.[4]

## Calendário
A programação da competição, incluindo o Pré-Copa do Nordeste, será a seguinte.
| Fase                 | Rodada           | Data do sorteio      | Partida de Ida         | Partida de Volta            |
| -------------------- | ---------------- | -------------------- | ---------------------- | --------------------------- |
| Pré-Copa do Nordeste | Preliminar       | 9 de Abril de 2018   | 18–19 Abril 2018       | 25 Abril 2018 a 1 Maio 2018 |
| Fase de Grupos       | Primeira rodada  | 4 de Outubro de 2018 | 15-17 Janeiro de 2019  | 15-17 Janeiro de 2019       |
| Fase de Grupos       | Segunda rodada   | 4 de Outubro de 2018 | 19-28 Janeiro de 2019  | 19-28 Janeiro de 2019       |
| Fase de Grupos       | Terceira rodada  | 4 de Outubro de 2018 | 2-9 Fevereiro de 2019  | 2-9 Fevereiro de 2019       |
| Fase de Grupos       | Quarta rodada    | 4 de Outubro de 2018 | 9-24 Fevereiro de 2019 | 9-24 Fevereiro de 2019      |
| Fase de Grupos       | Quinta rodada    | 4 de Outubro de 2018 | 2-7 Março de 2019      | 2-7 Março de 2019           |
| Fase de Grupos       | Sexta rodada     | 4 de Outubro de 2018 | 10-17 Março de 2019    | 10-17 Março de 2019         |
| Fase de Grupos       | Sétima rodada    | 4 de Outubro de 2018 | 23-24 Março de 2019    | 23-24 Março de 2019         |
| Fase de Grupos       | Oitava rodada    | 4 de Outubro de 2018 | 30 Março de 2019       | 30 Março de 2019            |
| Fase Final           | Quartas de final | 4 de Outubro de 2018 | 6-8 Abril de 2019      | 6-8 Abril de 2019           |
| Fase Final           | Semifinais       | 4 de Outubro de 2018 | 9 Maio de 2019         | 9 Maio de 2019              |
| Fase Final           | Final            | 4 de Outubro de 2018 | 23 de Maio 2019        | 29 de Maio 2019             |

## Fase preliminar
O sorteio da Fase preliminar Copa do Nordeste aconteceu no dia 9 de abril de 2018, na Sede da CBF. Os clubes foram separados nos potes de acordo com sua classificação no Ranking da CBF de 2018. Nesta fase preliminar da competição, as equipes se enfrentam no sistema eliminatório, sem o gol fora de casa como critério de desempate. Os jogos de ida estão previstos para o dia 18 e 19 de abril, já os confrontos da volta devem acontecer no dia 25 a 26 de abril do mesmo mês.

### Sorteio
| Pote 1                                                                        | Pote 2                                                                    |
| ----------------------------------------------------------------------------- | ------------------------------------------------------------------------- |
| - CRB (36º) - Sampaio Corrêa (39º) - América de Natal (43º) - Salgueiro (51º) | - Confiança (54º) - River-PI (60º) - Campinense (70º) - Juazeirense (82º) |

### Confrontos
Em itálico, os times que possuem o mando de campo no primeiro jogo do confronto e em negrito os times classificados.
| Equipe 1    | Total | Equipe 2         | 1.º jogo | 2.º jogo |
| ----------- | ----- | ---------------- | -------- | -------- |
| River-PI    | 2–5   | Sampaio Corrêa   | 2–2      | 0–3      |
| Confiança   | 5–3   | América de Natal | 3–3      | 2–0      |
| Juazeirense | 2–3   | Salgueiro        | 1–1      | 1–2      |
| Campinense  | 2–3   | CRB              | 1–0      | 1–3      |

## Fase de Grupos

### Sorteio
As 16 equipes participantes foram divididas em 4 potes, de acordo com sua posição no Ranking da CBF 2018. Os times foram sorteados por ordem crescente dos potes, em sequência, com os times sorteados sendo alocados, alternadamente, nos grupos A e B. Os dois times mais bem ranqueados de um estado, contudo, foram obrigatoriamente separados em grupos diferentes.
| Pote 1                                                         | Pote 2                                                         | Pote 3                                                                    | Pote 4                                                      |
| -------------------------------------------------------------- | -------------------------------------------------------------- | ------------------------------------------------------------------------- | ----------------------------------------------------------- |
| - Vitória (18º) - Bahia (21º) - Santa Cruz (25º) - Ceará (27º) | - ABC (31º) - Náutico (32º) - CRB (36º) - Sampaio Corrêa (39º) | - Fortaleza (42º) - Botafogo-PB (45º) - Salgueiro (51º) - Confiança (54º) | - CSA (59º) - Moto Club (66º) - Altos (98º) - Sergipe (99º) |

### Confrontos
| Vitória do mandante Vitória do visitante Empate | Em negrito os jogos "clássicos". |

### Desempenho por Rodada
|         | 1   | 2   | 3   | 4   | 5   | 6   | 7   | 8   |
| Grupo A | FOR | FOR | SAL | FOR | FOR | FOR | FOR | FOR |
| Grupo B | CEA | CEA | CEA | CEA | CEA | BOT | BOT | CEA |

|         | 1   | 2   | 3   | 4   | 5   | 6   | 7   | 8   |
| Grupo A | SAM | SER | SER | SER | SER | SAM | SAM | ALT |
| Grupo B | NAU | CON | MOT | ABC | MOT | MOT | MOT | CON |

## Fase final
Em itálico, os times que possuem o mando de campo no primeiro jogo ou jogo único do confronto e em negrito os times classificados.
|  | Quartas de final | Quartas de final |   |             | Semifinais | Semifinais |  |           | Final           | Final           | Final           | Final           |  |  |
|  | 6 a 8 de abril   | 6 a 8 de abril   |   |             | 9 de maio  | 9 de maio  |  |           | 23 e 29 de maio | 23 e 29 de maio | 23 e 29 de maio | 23 e 29 de maio |  |  |
|  |                  |                  |   |             |            |            |  |           |                 |                 |                 |                 |  |  |
|  | Fortaleza        | 4                |   |             |            |            |  |           |                 |                 |                 |                 |  |  |
|  | Vitória          | 0                |   |             |            |            |  |           |                 |                 |                 |                 |  |  |
|  | Vitória          | 0                |   | Fortaleza   | 1          |            |  |           |                 |                 |                 |                 |  |  |
|  |                  |                  |   | Fortaleza   | 1          |            |  |           |                 |                 |                 |                 |  |  |
|  |                  | Santa Cruz       | 0 |             |            |            |  |           |                 |                 |                 |                 |  |  |
|  | Santa Cruz (pen) | Santa Cruz       | 0 | 1 (8)       |            |            |  |           |                 |                 |                 |                 |  |  |
|  | Santa Cruz (pen) |                  |   | 1 (8)       |            |            |  |           |                 |                 |                 |                 |  |  |
|  | CRB              | 1 (7)            |   |             |            |            |  |           |                 |                 |                 |                 |  |  |
|  | CRB              | 1 (7)            |   |             |            |            |  | Fortaleza | 1               | 1               | 2               |                 |  |  |
|  |                  |                  |   |             |            |            |  | Fortaleza | 1               | 1               | 2               |                 |  |  |
|  |                  | Botafogo-PB      | 0 | 0           | 0          |            |  |           |                 |                 |                 |                 |  |  |
|  | Botafogo-PB      | Botafogo-PB      | 0 | 0           | 0          | 3          |  |           |                 |                 |                 |                 |  |  |
|  | Botafogo-PB      |                  |   |             |            | 3          |  |           |                 |                 |                 |                 |  |  |
|  | CSA              | 1                |   |             |            |            |  |           |                 |                 |                 |                 |  |  |
|  | CSA              | 1                |   | Botafogo-PB | 2          |            |  |           |                 |                 |                 |                 |  |  |
|  |                  |                  |   | Botafogo-PB | 2          |            |  |           |                 |                 |                 |                 |  |  |
|  |                  | Náutico          | 1 |             |            |            |  |           |                 |                 |                 |                 |  |  |
|  | Ceará            | Náutico          | 1 | 0           |            |            |  |           |                 |                 |                 |                 |  |  |
|  | Ceará            |                  |   | 0           |            |            |  |           |                 |                 |                 |                 |  |  |
|  | Náutico          | 2                |   |             |            |            |  |           |                 |                 |                 |                 |  |  |

## Campeão
Ida
| 23 de maio | Fortaleza               | 1 – 0          | Botafogo-PB | Arena Castelão, Fortaleza                                          |
| 21:30      | Wellington Paulista 78' | Súmula Borderô |             | Público: 37 222 Renda: R$ 473.479,00 Árbitro: BA Diego Pombo Lopez |

| Fortaleza | Botafogo-PB |

Volta
| 29 de maio | Botafogo-PB | 0 – 1          | Fortaleza              | Estádio Almeidão, João Pessoa                                            |
| 20:00      |             | Súmula Borderô | 3' Wellington Paulista | Público: 15 767 Renda: R$ 564.937,00 Árbitro: RN Caio Max Augusto Vieira |

| Botafogo-PB | Fortaleza |

| Campeão do Nordeste 2019 |
| ------------------------ |
| Fortaleza (1º título)    |

## Cotas de Premiação

### Por campanha
Cada clube participante da Copa do Nordeste 2019 tem direito a uma cota de premiação, que depende de sua campanha e de sua posição no ranking da CBF.
Os valores a que cada clube tem direito são os que seguem:
- Eliminados na Pré-Copa do Nordeste: R$ 100 mil
- Participação
  - Pote 1 (Bahia, Ceará, Santa Cruz e Vitória): R$ 2,215 milhões
  - Pote 2 (ABC, CRB, Náutico e Sampaio Corrêa): R$ 1,735 milhão
  - Pote 3 (Botafogo-PB, Confiança, Fortaleza e Salgueiro): R$ 1,535 milhão
  - Pote 4 (Altos, CSA, Moto Club e Sergipe): R$ 825 mil
- Campanha
  - Eliminados na Fase de Grupos: apenas o valor de participação
  - Eliminados nas Quartas de Final: R$ 300 mil
  - Eliminados nas Semifinais: R$ 375 mil
  - Vice-Campeão: R$ 500 mil
  - Campeão: R$ 1 milhão

### Por Clube
| Pos. | Clubes           | Premiação |
| ---- | ---------------- | --------- |
| 1    | Fortaleza        | 3,2       |
| 2    | Santa Cruz       | 2,59      |
| 3    | Ceará            | 2,515     |
| 3    | Vitória          | 2,515     |
| 5    | Bahia            | 2,215     |
| 6    | Náutico          | 2,11      |
| 7    | Botafogo-PB      | 2,035     |
| 7    | CRB              | 2,035     |
| 9    | ABC              | 1,735     |
| 9    | Sampaio Corrêa   | 1,735     |
| 11   | Confiança        | 1,535     |
| 11   | Salgueiro        | 1,535     |
| 13   | CSA              | 1,125     |
| 14   | Altos            | 0,825     |
| 14   | Moto Club        | 0,825     |
| 14   | Sergipe          | 0,825     |
| 17   | América de Natal | 0,1       |
| 17   | Campinense       | 0,1       |
| 17   | Juazeirense      | 0,1       |
| 17   | River-PI         | 0,1       |

## Artilharia
Atualizado em 9 de maio de 2019.
1. ↑  Jogos com portões fechados não são considerados.